# Callan
Callan es una localidad situada en el condado de Kilkenny de la provincia de Leinster (Irlanda), con una población en 2016 de 2475 habitantes.
Se encuentra ubicada al sureste del país, a poca distancia del río Nore.